# Guillaume de Nogaret
Guillaume de Nogaret, francoski pravnik, * ok. 1260, Saint-Félix de Caraman (tudi Saint-Félix-Lauragais), † 11. april 1313, Pariz

## Življenjepis

### Mladost in poreklo
Družina je podedovala od prednikov hlapčevskega izvora majhno posestvo v Nogaretu blizu Saint-Félix-de-Caraman-u (današnji Saint-Félix-Lauragais), po katerem je dobila ime. Viljemovi starši so bili najverjetneje katareni in naj bi med križarsko vojno izgubili življenje; od tod njegovo nepomirljivo sovraštvo do papeža in drugih cerkvenih oseb.
Viljemov oče je bil Antoine Gauthier de Nogaret, njegova mati pa Florence de Béarn. Poročil se je z Beatriko (Béatrix Brune de Berpuy), ki mu je rodila tri otroke: sinova sta bila Raymond in Guillaume, hčerka pa Guillemette.

### Poklic
1291 je bil Guillaume profesor prava na Univerzi v Montpellierju, 1296 pa je postal član Curiae regis v Parizu. Od 1306 je bil seigneur  (=gospod, gospodar) Marsillarguesa, Calvissona, Aujarguesa in Congéniesa v Languedocu.

### Svetovalec Filipa Lepega
Njegovo ime se je zapisalo v zgodovino z negativnim predznakom zlasti zaradi njegovih smernic, ki jih je dajal v zvezi s sporom med francoskim kraljem Filipom in papežem Bonifacijem, pozneje pa tudi v zvezi z uničenjem templjarjev. 
1300 je bil član odposlanstva, ki je obiskalo papeža Bonifacija VIII., o čemer obstaja urejeno in slikovito poročilo. Svoje stališče pa je zaostril pod vplivom pobeglih Colonnov od februarja 1303. Takrat je nagovoril kralja, naj na silo zaseže papeža in ga pripelje iz Italije v Francijo, kjer bi ga na temelju hudih obtožb odstavili. 7. marca je s tremi tovariši prejel tajno naročilo kraljeve pisarne, naj "odide v določene kraje in sklene ugodne pogodbe z nekaterimi osebami." 12. marca je nato potekala v Louvru kraljeva skupščina, na kateri je Nogaret prebral cel seznam hudih obtožb na Bonifacijev račun ter zahteval takojšen sklic občnega zbora, ki bi mu sodil.

#### Napad na papeža

##### Gibelini in gvelfi
1297 je kardinal Jakob Colonna razdedinil svoje brate Otona, Mateja in Landolfa njihovega deleža in si prigrabil posest, ki naj bi pripadla njim. Slednji so se obrnili na papeža Bonifacija VIII., ki je zadevo razsodil v njihov prid; od Jakoba pa je zahteval, naj bratom vrne zemljo in poleg tega preda papeštvu Colonno, Palestrino in druga utrjena mesta. Jakob je to zavrnil; zato ga je maja papež odstranil iz kardinalskega zbora ter izobčil njega in njegove privržence.
Družina Colonna – razen treh razdedinjenih bratov, ki so stopili na papeževo stran - je prišla na dan z izjavo, da je bil Bonifacij po odstopu papeža Celestina V. izvoljen nezakonito. Spor je privedel do odprtega vojskovanja in septembra je Bonifacij imenoval Landolfa za poveljnika svoje vojske, da bi zadušil upor. Do konca 1298 je Landolfo zavzel Colonno, Palestrino in druga mesta ter jih zravnal s tlemi. Zemljišča so si med seboj razdelili Landolfo in njegova zvesta brata; ostali člani družine pa so pobegnili iz Italije v Francijo.
Izgnani Stebri so se pridružili papeževemu najhujšemu sovražniku - Filipu Lepemu, ki ga je v mladosti poučeval kardinal Egidio Colonna. Njemu je to zavezništvo prišlo kot naročeno za pritisk na papeža.

##### Nasprotniki nastopijo
Bonifacij se je trudil, da bi bila Cerkev svobodna od slehernega vmešavanja zemeljskih oblastnikov, in da bi bilo krščanstvo v miru. „Z velikim pogumom in globokim umom” je izdal eno od najbolj znamenitih in pomembnih okrožnic v zgodovini, „Unam sanctam”, ki jo pripisujejo Egidiu Romanu. V njej je razglasil, pred vsemi političnimi avtoritetami in močmi, duhovno nadoblast Cerkve, ki je združena pod enim pastirjem. Tega njegovega načina vodenja Cerkve ni mogel prenašati oblastni kralj Filip. Zaradi ureditve spora je poslal papež v Francijo kardinala Janeza Lemoina, ki je bil sprejemljiv tudi dvoru. Marca 1303 je na skupščini državnih stanov v Louvru Guillaume de Nogaret , novi kancler, svetoval, naj kralj brani Cerkev pred „vrinjenim, nepravim papežem Bonifacijem”. 30. junija 1303 je Viljem Du Plessis prebral odbornikom obtožnico, ki je bila polna nepredstavljivih obtožb zoper papeža. Filip, ki je papeževega poslanca že prej ujel in zaprl v ječo, je izjavil, da „dela po vesti in da bo sklical vesoljni cerkveni zbor spoštujoč nedotakljivost Svetega sedeža”. Pred tem koncilom naj bi se papež zagovarjal in k temu ga bodo prisilili.  
Papež je ravno pripravljal novo okrožnico, s katero bi kralja izobčil; da bi francoski kralj „divje narave” to preprečil, je hotel Bonifacija ujeti in ga pripeljati v Francijo. Zategadelj je Nogaret odpotoval  v Italijo; sklenil je zavezo s Sciarrom Colonnom, papeževim smrtnim sovražnikom, ter nabral številno vojaštvo med papežu sovražnimi gibelini in razbojniki: 600 konjenikov in 1500 pešcev ter z njimi odkorakal v Anagni. Z vpitjem: „Smrt papežu! Živel francoski kralj!” so pridrli na ulice noseč kapetinške plavo-zlate zastave in vdrli v papeževo palačo. Papež Bonifacij VIII. je ravno sedel na prestolu med ostijskim in sabinskim kardinalom-škofom in jih sprejel držeč v eni roki križ, v drugi pa ključe rekoč: 
„Izdanega kot Kristusa me kar zgrabite, pa naj umrjem kot papež.” Za trenutek so presenečeno obstali, nato pa je začel Colonna papeža zmerjati, in ga baje celo udaril z železnim kijem. Med tem pa je drhal vsenaokrog ropala in uničevala dragocene listine. Ko se se hajduki še posvetovali, kako bi spravili papeža-starčka v Lyon, so se zbrali anagnijski meščani in so pod vodstvom kardinala Del Fiesca pregnali francoske najemnike. V teh bojih je izgubil življenje v obrambi pontifika tudi  ostrogonski nadškof Gregor Bicskei, ki je bil tako reven, da je vse življenje zbiral denar, da bi lahko obiskal papeža na čelu poslanstva v zvezi s težavami na Ogrskem. Nogaret in Colonna sta pobegnila in oboroženo varstvo Orsinijevih je odvedlo izčrpanega Bonifaca v Rim, kjer je kmalu nato umrl.

#### Pogrom nad templjarji
Templjarji so s svojim bogastvom, čeprav naj bi bili revni, in vplivom postajali vedno močnejši. Francoski kralj Filip IV. Lepi si je od njih sposodil veliko količino denarja, ki pa je ni mogel vrniti, zato je dal vse templjarje zapreti v petek, 13. oktobra leta 1307 (od tega dne velja petek in trinajsti za nesrečen dan). Nato so jih mučili, tako da so večinoma pod prisilo priznali, da so pljuvali po križu ter priznali homoseksualnost, kar pa ni bilo res. Če pa je je kaj bilo, je po današnjih dognanjih ni bilo več, kot v kaki drugi skupnosti. 
Papež Klemen V., ki je temu verjetno verjel, je 22. marca 1312 s papeško bulo Vox in excelso razpustil in za vedno prepovedal Templjarski red. 18. marca 1314 sta bila zadnji "veliki mojster" templjarjev Jacques de Molay in njegov pomočnik, sežgana na grmadi. Ko je gorel, naj bi de Molay preklel takratnega papeža Klemena V. in kralja Filipa IV. "Lepega" ter ju povabil, naj se mu pridružita v smrti in prideta pred sodbo. To ni potrjeno, je pa res, da je papež Klemen V. umrl le en mesec po njegovi usmrtitvi (bil je že dalj časa bolehen), francoski kralj Filip  pa sedem mesecev pozneje (sepsa po padcu s konja). 
Za institucionalno okrnjeno nadaljevanje reda je poskrbel edino portugalski kralj Denis Portugalski, ki se ni oziral na protitempljarske papeške bule in je zaščitil templjarje na Portugalskem kot zahvalo pri rekonkvisti in razvoju dežele. Leta 1317 ustanovi iz organizacije templjarjev na Portugalskem novi viteški Kristusov red (Ordem dos Cavaleiros de Nosso Senhor Jesus Cristo). Leta 1319 je ta novi red, ki izhaja iz portugalskih templjarjev, potrdil papež Janez XXII.
Od razpustitve templjarskega reda pa se pojavljajo nedokazani namigi, da templjarji skrivaj še vedno delujejo, izbranci naj bi bili člani iluminatov. Za njihove naslednike so se razglasile različne ezoterične združbe. Ena izmed skrivnosti, ki naj bi jo varovali njihovi nasledniki, je tudi skrivnost Svetega grala.

##### Legenda o pogromu nad templjarji
| Latinski izvirnik | Slovenski prevod |
| --- | --- |
| Excidio Templariorum non diu supervixere ejus auctores, Papa Avenionensis et Galliarum Rex. Etenim Clemens V. ad XII. Calend. Majas anno. Ae.V. 1314. Potificatus autem octavo, mense decimo, variis diu aegritudinibus afflictatus, post dysenteria, et stomachi laterumque dolore confectus diem clausit extremum. Philippus autem pulcher non diu post eandem ivit viam; nam ejus Filius Ludovicus X die S. Stephani primi Martyris, dicto anno, a Remensi Archi-Episcopo est sacro oleo inunctus. Refert Fulgosus apud Hospian. et Wolf. Templarium quendam, gente Neapolitanum, in urbe Burdegala ad ignem damnatum, conspectis ad fenestram Pontifice ac Philippo Rege, magna voce in haec verba prorupisse: Saevissime Clemens Tyranne, posteaquam mihi inter mortales nullus jam superest ad quem appellem pro gravi morte, qua me per injuriam assicis, ad justum judicem Christum, qui me redemit, appello, ante cujus tribunal te voco, una cum Philippo Rege, ut intra annum diemque ambo illic compareatis, ubi causam meam exponam, et jus sine pravo affectu ullo administrabitur. Intra id quoque tempus Clementem ac Regem mortuos. Equidem quo historiam aut confirmem aut refellam, mihi non suppetit; video tamen Drexelium Societatis Jesu Patrem et credidisse, et cordi adeo habuisse, ut l. 2. de tribun. Christ. c. 3. exclamarit: Quis neget, geniale aliquid, et divinum hic intervenisse, supremo Numine consciscente? | »Začetnika templjarskega uničenja, avignonski papež in francoski kralj, ga nista za veliko časa preživela. Pravzaprav je dejstvo, da je Klemen V. končal svoj zadnji dan dvanajstega dne pred majskimi kolendami 1314, osmo leto in deseti mesec svojega papeževanja; mučile so ga razne bolezni, ko je trpel za drisko ter bolečinami v želodcu in ledjih. Filipu Lepemu tudi ni ostalo mnogo življenjske poti po teh dogodkih. Njegovega sina Ludvika X. je mazilil s svetim oljem reimški nadškof na praznik svetega Štefana, prvega mučenca, še istega leta. Fuglosus poroča - glej Wirth in Wolf - , da je neki templjar, po rodu Neapeljčan, ki je bil obsojen na sežig na grmadi v Bordeaux-ju, zakričal na ves glas, medtem ko je zagledal papeža in kralja Filipa na oknu: »Klemen, neusmiljeni trinog, jaz nimam nikogar med živimi, ki bi se potegnil zame zavoljo moje strašne smrti, ki si jo povzročil s svojo krivičnostjo. Sklicujem se na Kristusa, pravičnega sodnika, ki me je zveličal, in te pozivam pred njegovo sodišče skupaj s kraljem Filipom, tako da se bosta v roku enega leta in enega dneva oba prikazala tam. Tam se bom skliceval na moj primer, in vsakemu bo prisojena neokrnjena pravica.« In v tem obdobju sta umrla oba, Klemen in Kralj. Kar se mene tiče, ne bi niti potrdil niti zanikal te zgodbe. Vendar vidim, da jezuitski pater Drexelius popolnoma verjame to zgodbo in mu je bila tako zelo pri srcu, da v knjigi »O Kristusovem sodišču« vzklika: »Kdo bi mogel zanikati, da obstaja neka genialnost in Božje posredovanje v tej zadevi, ki ga določa Najvišja Volja?« |

## Smrt in spomin

### Smrt
Nogaretu je podelil odvezo od napada na Bonifacija 27. aprila 1311 Klemen V. s pogojem, da bo za pokoro poromal na Božjo pot v Compostelo, ter da bo šel na naslednjo križarsko vojno, vendar on ničesar od tega ni izpolnil. 
Umrl je 13. aprila 1313 "z grozno izbočenim jezikom", kakor pravi kronist Jean Desnouelles; zato menijo, da je bil zastrupljen. Pečate je obdržal do svoje smrti in se še konec marca 1313 ukvarjal s kraljevimi zadevami glede Flandrije brez slutnje, da mu je konec tako blizu.

#### Spomin
Časovno obdobje avinjonskega papeštva je trajalo od 1309 do 1377; vendar je Klemen V. preživel le pet let od te preselitve, in le nekaj mesecev od sramote, da je ukinil red templjarjev po njihovi pogubi. Kralj Filip Lepi je prav tako umrl istega leta, kot je napovedal De Molay in to isto prekletstvo je zadelo tudi črno dušo Viljema Nogaretskega, človeku, ki je bil glavni krivec za Anagnijevsko klofuto in za sojenje templjarjem.
Trije možje, ki jih združuje ista usoda; umrli so vsi v tistem usodnem letu 1314, ko se je De Molayev poziv spremenil v zloveščo napoved, ki se je takoj uresničila in ustvarila legendo o templjarskem prekletstvu. Kaj se je pa s temi ljudmi stvarno zgodilo?
1. Klemen V. je nenadoma umrl v Roquemaure-Gardu 20. aprila 1314; od tistega tragičnega požara v Parizu je minilo le triintrideset dni; kronike poročajo, da je papež umrl od griže zaradi prebavnih motenj. Nekateri pa pričujejo, da je papež na smrtni postelji imel popačene poteze in črn jezik, kar je očiten znak zastrupitve. Lahko, da mu je kdo od njegovih mnogih sovražnikov podtaknil strupa. Pravzaprav si je Klemen V. nabral veliko bogastvo; kot nepotist je na pomembne položaje postavil številne sorodnike, a da si ni mogel pridobiti nikogaršnje naklonjenosti. Ob njegovi smrti so že drveli služabniki in prijatelji, da bi se polastili vsega, kar je papežu ostalo. Eden je spustil svečo na papeževo smrtno posteljo, zaradi česar je bilo njegovo truplo kot zoglenelo, kot da bi potrdilo De Molayjevo zloveščo napoved.
2. Končno je v nejasnih razmerah umrl tudi Viljem Nogaretski, ki je prvi med njimi umrl marca 1313, leto pred grmado. Tri nenadne smrti, tri težke smrti; če izvzamemo Nogareta, ki je umrl pred zadnjimi templjarskimi mojstri, se zdita nenadni izginotji kralja Filipa in papeža Klemena očitno sumljivi.
3. Filip Lepi (bolje bi bilo reči Ponarejevalec, Lažnivec) je nenadoma umrl v Fontainebleauu 29. novembra 1314 zaradi posledic padca s konja (vnetja rane in posledično gangrene), ki se je zgodil med lovskim pohodom. Kralj je torej umrl točno v časovnem obdobju, ki ga je napovedal Jacques de Molay. A to še ni bilo vse. Kraljeve potomce je z žalostno točnostjo prizadela cela vrsta nesreč
4. Le dve leti po Filipovi smrti je umrl njegov sin Ludvik X. (1314-1316), znan kot Trmoglavec oziroma Prepirljivec. Star je bil komaj sedemindvajset let in je zapustil nosečo ženo s prestolonaslednikom, imenovanim Ivan I. Posmrtni ali Posthumni, ki je živel le pet dni, pod okriljem bodočega francoskega kralja, svojega strica Filipa V. Sumljiva in nenadna smrt, o kateri so se sprožila neskončna ugibanja; marsikomu se je zdelo, kot da je De Molayeva roka iztegnila prst in preklinjala naslednje rodove.
5. Filip V. imenovani Dolgin ali Visoki (1316-1322), je umrl star komaj devetindvajset let: nenadoma je zbolel in umrl po petih mesecih - Francija pa je ostala brez določenega dediča. Ko je naslednik Filipa V., petnajstega v dinastični vrsti v rodu Kapetincev, umrl pri štiriintridesetih letih, je izginil zadnji kapetinski kralj, ne da bi zapustil moškega prestolonaslednika. Takrat se je začela krvava Stoletna vojna med potegovalci za prestol: dvema nečakoma Filipa IV: Filipom Valoiskim, sinom Karla Valoisa, in angleškim kraljem Edvardom III., sinom Izabele Francoske.
6. Glede zadnjega francoskega kralja Ludvika XVI. pa pravijo, da mu je Sanson odsekal glavo na tako nespreten in grozljiv način, da rezilo giljotine ni padlo na vrat, ampak se je glava ukleščila. Neki moški je tedaj dvignil odsekano glavo in zavpil: "Danes si maščevan, Jacques De Molay!"[17]
7. Med francosko revolucijo je Nogaretov potomec, Paul Teragon, uporabil obratno črkovanje družinskega imena, da bi skril svojo istovetnost pred tistimi, ki bi se lahko maščevali zaradi pogroma nad templjarji proti njegovi družini. Ko je njegov prijatelj Bertrand Grimany, potomec drugega mučitelja templjarjev Marignyja, ki je prav tako uporabljal lažno ime – pomešani vrstni red pravega priimka –, pariškemu časopisu razkril svoje prednike, je njega in Teragona umorila Anne de Molay, potomka Jacquesa de Molaya. [18]

### Vobčilih
Maurice Druon: „ Les Rois maudits “ 
Nogaret je glavni junak v knjigi Les Rois maudits (Prekleti kralji), zbirki zgodovinskih novel, ki jih je napisal Maurice Druon. 1972 so jih priredili za TV-nadaljevanko, ki je zbudila tolikšno zanimanje, da so jo ponovili 2005.

### Ocena
Béla Banga, Budimpešta
Nogaret je bil pomočnik Filipu Lepemu pri nadaljnjem izvajanju nasilja nad Bonifacijem VIII.. Na lastno pobudo je papeža v Agnaniju dal ujeti, da bi ga prepeljal v Lyon. S tem si je nakopal izobčenje, od katerega ga je odvezal papež Klemen V.. Sporna je bila tudi njegova vloga pri sporu s templjarji. 
Assasin's creed
Nogaret je bil glavni krivec za uničenje vitezov templjarjev leta 1307. Njegovi načrti so se začeli uresničevali, ko je z zastrupitvijo usmrtil naslednika Bonifacija VIII. – papeža Benedikta XI.; nanj je namreč gledal kot na svojega osebnega tekmeca, ker ga je izobčil zaradi Agnanijskega napada. Benedikta je zamenjal Francoz Klemen V., ki je nevede bil v službi morilcev. 
Nogaretu je uspelo prepričati tudi kralja Filipa, da je templjarje označil za heretike in zaprl njihovega velikega mojstra Jacquesa de Molaya. Skupaj z Viljemom Pariškim in Filipom de Marignyjemje de Nogaret mučil De Molaya ter izsilil iz njega priznanje krivoverstva, od drugih templjarjev pa hotništvo in pljuvanje križa. Mnogo templjarjev so nato sežgali na grmadi, papež pa je red razpustil; nekateri pa so nadaljevali delovanje v tajnosti.
Britannica
1. Nogaret je deloval kot iskren kristjan, ki je želel osvoboditi Cerkev od papeža, za katerega je menil, da ni vreden; nič čudnega torej, da ga je Bonifacijev naslednik Benedikt XI. leta 1304 izobčil. Filip IV. mu je izkazoval rastočo naklonjenost. Ko pa mu je Nogaret veliko pomagal pri njegovih ukrepih proti templjarjem, ga je kralj vseeno odpustil. Tudi ni izpolnil papeževe zahteve, da mora poromati v Sveto deželo.
2. Septembra 1303 so kraljev odposlanec Nogaret in njegovi sostorilci prijeli Bonifacija pri Anagniju. Ostareli papež, ki so ga rešili Rimljani, je umrl mesec dni pozneje. Po njegovi smrti je papeška monarhija, ki je bila postavljena na noge v prejšnjih dveh stoletjih, popolnoma propadla. (Krščanstvo: Cerkev in zahodne države)
3. Filipov svetovalec Guillaume de Nogaret je prijel Bonifacija v mestu Anagni blizu Rima. Čeprav so papeža rešili lokalni prebivalci, je umrl zaradi šoka zaradi ujetja, Filip pa je zmagoval. Papeško bogastvo se je še bolj zmanjšalo med kasnejšim babilonskim ujetništvom cerkve v Avignonu.
4. Na pritožbe svojih ministrov Nogareta in Plaisiansa[22] [23] se je Filip zavezal, da bo Bonifaciju sodil zaradi krivoverstva ter kaznivih in nenravnih dejanj, ki so mu jih nasprotniki naprtili. (Filip IV: Spor s papeštvom.)[24]

Paul Mikat,  Düsseldorf
Nogaret izhaja verjetno iz katarske družine, in je postal najvplivnejši svetovalec Filipa IV. ter gonilna sila v boju proti Bonifaciju VIII., ki ga je napadel s Sciarrom Colonnom v Anagniju 1303 z namenom, da bi ga kot ujetnika pripeljal v Francijo. Zato ga je Benedikt XI. 1304 izobčil, a 1311 mu je podelil odvezo Klemen V. Surovo je nastopil zoper templjarje in poln sovraštva gnal čarovniški postopek zoper mrtvega Bonifacija VIII. Brezvesten pri izbiri svojih sredstev se je udinjal vsemogočnosti države in v Franciji začel razvoj državno-cerkvenopravne usmeritve, ki se je kasneje razvila v galikanizem.
WikiTree
Viljem Nogaret je bil francoski pravnik, svetovalec francoskega kralja Filipa IV. in čuvaj pečata. Anagnijev napad na papeža Bonifacija VIII., sojenje in poguba templjarjev, kakor tudi številni drugi primeri, so Nogareta naredili za črn lik v zgodovinopisju. Umrl je leta 1313.